# ГЭС Лянабрегаси
ГЭС Лянабрегаси (алб. HEC Lanabregas), также ГЭС «Селита» — гидроэлектростанция в Албании. Находится в селе Лянабрегаси, северо-восточнее Тираны. Одна из старейших гидроэлектростанций в Албании. Первая ГЭС, построенная в Албании, после Второй мировой войны. Называлась  до падения коммунизма в Албании гидроэлектростанция имени В. И. Ленина (HEC «V. I. Lenin», «Ленин», HEC «Lenin»). Строительство начато в 1947 году, сдана в эксплуатацию 8 ноября 1951 года. Электростанция построена при содействии СССР в период советско-албанской дружбы. Ленту на церемонии открытия перерезал Энвер Ходжа. На момент ввода в эксплуатацию была крупнейшей в стране, снабжала электроэнергией Тирану, а также по линии электропередачи 6 кВ — Шияку, Каваю и порт Дуррес.

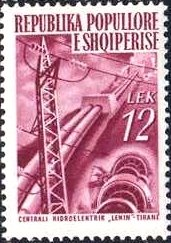
Почтовая марка Албании с изображением ГЭС «Ленин». 1953 год

ГЭС Ланабрегаси — деривационная (напор обеспечивается посредством деривации). Находится у подножья горы Дайти. Вода подаётся по 2 деривационным трубопроводам к станционному узлу, где за счёт естественного понижения местности создаётся перепад уровней между верхним и нижним бьефами. После использования в гидроагрегатах вода отводится в систему водоснабжения Тираны. Напор — 630 м, максимальный расход воды — 1,2 м³/с.
Источником воды являются горные истоки реки Селита и источники Шенмерия. Самотёчный акведук Селита пропускной способностью 230—900 л/с построен в 1950 году. В 1963 году построен водовод от источников Шенмерия с насосной станцией в Кяф-Мола для подъёма воды через гору Дайти до акведука Селита пропускной способностью 450—640 л/с, что позволило увеличить генерацию электроэнергии.
Истоки реки Селита расположены  в 18 км к северо-востоку от Тираны, на восточном склоне горы Дайти. Селита издавна известна своими замечательными источниками холодной прозрачной воды, выходящей на поверхность на высоте 1000 м над уровнем моря. Ещё в довоенной Албании возникла мысль об использовании селитских источников для снабжения Тираны водой и дешёвой электроэнергией. Но тогда непреодолимыми считались технические и финансовые трудности. Осуществление этого грандиозного строительства, включающего 7 туннелей (по ним вода селитских источников направляется к западным склонам горы Дайти, а затем в турбинный зал), гидростанцию и водопровод стало возможным только в условиях Народной Албании. С сооружением электростанции Тирана стала получать в 4 раза больше воды. Выработка электроэнергии в Албании по сравнению с 1938 годом (9,3 млн кВт⋅ч) в 1956 году увеличилась более чем в 10 раз.
Установлены 2 агрегата. Установленная мощность — 5 МВт, годовая генерация электроэнергии — около 40 млн кВт⋅ч.
Также при содействии СССР построена высоковольтная линия электропередачи и понизительная подстанция.
Владелец с 2012 года и эксплуатирующая организация — акционерное общество HEC Lanabregas sh.a., единственным владельцем которой является акционерное общество Ujësjellës Kanalizime Tiranë (UKT) sh.a. — компания водоснабжения Тираны. До 2012 года принадлежала государству. Правительство продало 100% акций, принадлежащих Министерству экономики, торговли и энергетики Албании в лице министра Насипа Начо, компании Ujësjellës Kanalizime Tiranë (UKT) sh.a. за 15 млн евро.